# Eerste Divisie 2021-22
La Eerste Divisie 2021-22, conocida como Keuken Kampioen Divisie por motivos de patrocinio, fue la 66.ª temporada de Eerste Divisie desde su creación en 1956.
Comenzó el 6 de agosto de 2021 y finalizó el 6 de mayo de 2022 con los play-offs de ascenso. Contará con dos ascensos directos, mientras los equipos de la 3.ª a la 8.ª posición disputarán los play-offs de ascenso.
El FC Emmen se proclamó campeón de la temporada consiguiendo el ascenso, además de conseguir su primer título de la liga.

## Sistema de competencia
En la Eerste Divisie participan 20 clubes que, siguiendo un calendario establecido por sorteo, se enfrentan entre sí en dos partidos, uno en terreno propio y otro en campo contrario. El ganador de cada partido obtiene tres puntos, el empate otorga un punto y la derrota, cero puntos. Cabe recalcar que los equipos filiales o reservas no tienen la oportunidad de ascender.

## Ascensos y descensos
En una reunión extraordinaria de la federación KNVB el 2 de octubre de 2017, representantes del fútbol amateur y profesional llegaron a un acuerdo sobre el camino a seguir para renovar la pirámide del fútbol. Parte de este acuerdo fue que al principio no se llevó a cabo ningún ascenso o descenso entre Eerste y Tweede Divisie para la temporada 2017-18.
En otra reunión extraordinaria de la KNVB el 7 de junio de 2018, se llegó a un acuerdo sobre la cantidad de equipos de reserva permitidos en cada división a partir de la temporada 2019-20 y la extensión de la cláusula de no promoción o descenso a dos temporadas más inicialmente. Para la Tweede Divisie han sido dos equipos.
La KNVB se reunió nuevamente el 16 de diciembre de 2019 y decidió extender aún más la cláusula hasta 2022-23 y relegar a los equipos de reserva de la Tweede Divisie junto con los otros segundos equipos en la nueva competencia sub-21 por lo que los ascensos y descensos no estarían permitidos entre estas dos ligas.
| Pos | Ascendidos de la Eerste Divisie 2020-21 |
| --- | --------------------------------------- |
| 1.º | SC Cambuur Leeuwarden                   |
| 2.º | Go Ahead Eagles                         |
| 3.º | NEC Nijmegen                            |

| Pos  | Descendidos de la Eredivisie 2020-21 |
| ---- | ------------------------------------ |
| 16.º | FC Emmen                             |
| 17.º | VVV-Venlo                            |
| 18.º | ADO Den Haag                         |

## Relegación para equipos de reserva
El 1 de agosto de 2020, la KNVB detalló en su sitio web en qué escenarios los equipos de reserva en la liga serán relegados de la Eerste Divisie.

### Relegación a la Tweede Divisie
- Ningún equipo de reserva de la Eerste Divisie puede ser relegado a la Tweede Divisie si el equipo de reserva clasificado más bajo de la Eerste Divisie está entre los 10 primeros.
- Si el equipo de reserva clasificado más bajo en la Eerste Divisie termina entre el puesto 11 al 18 y el equipo de reserva clasificado más alto en la División de Tweede termina primero, los dos equipos se enfrentarán en una serie (ida y vuelta) para decidir qué equipo jugará en la Eerste Divisie la próxima temporada y que equipo jugara en la Tweede Divisie.
- Si las reservas clasificadas más bajas en la Eerste Divisie terminan en el puesto 19 o 20 y las reservas clasificadas más altas en la Tweede Divisie terminan en primer o segundo lugar, el equipo clasificado más bajo de la Eerste Divisie es relegado a la Tweede Divisie mientras que las reservas clasificadas más altas en la Tweede Divisie ascienden a la Eerste Divisie.
- Si un equipo de reserva juega en la Eerste Divisie y el primer equipo es relegado de la Eredivisie a la Eerste Divisie, las reservas se relegan automáticamente a la Tweede Divisie. En caso de que este equipo de reserva termine entre el primero y el tercero en la clasificación final de reservas, el equipo en cuarto lugar no desciende.

## Equipos participantes

### Equipos por provincias
| N.° | Provincia          | Equipos                                                                 |
| --- | ------------------ | ----------------------------------------------------------------------- |
| 6   | Brabante del Norte | FC Den Bosch, FC Eindhoven, Helmond Sport, Jong PSV, NAC Breda y FC Oss |
| 4   | Holanda del Norte  | Jong Ajax, Jong AZ, SC Telstar Velsen y FC Volendam                     |
| 3   | Limburgo           | MVV Maastricht, Roda JC y VVV-Venlo                                     |
| 3   | Holanda del Sur    | ADO La Haya, FC Dordrecht y Excelsior                                   |
| 1   | Drente             | FC Emmen                                                                |
| 1   | Flevoland          | Almere City                                                             |
| 1   | Güeldres           | De Graafschap                                                           |
| 1   | Utrecht            | Jong FC Utrecht                                                         |

### Información de los equipos
| Club              | Ciudad       | Entrenador          | Estadio                            | Capacidad |
| ----------------- | ------------ | ------------------- | ---------------------------------- | --------- |
| ADO La Haya       | La Haya      | Ruud Brood          | Cars Jeans Stadion                 | 15.000    |
| Almere City FC    | Almere       | Ole Tobiasen        | Yanmar Stadion                     | 4501      |
| FC Den Bosch      | Bolduque     | Erik van der Ven    | Timmermans Infra Stadion De Vliert | 8713      |
| FC Dordrecht      | Dordrecht    | Michele Santoni     | Riwal Hoogwerkers Stadion          | 4235      |
| FC Eindhoven      | Eindhoven    | Rob Penders         | Estadio Jan Louwers                | 4600      |
| FC Emmen          | Emmen        | Dick Lukkien        | De Oude Meerdijk Stadion           | 8600      |
| Excelsior         | Róterdam     | Marinus Dijkhuizen  | Van Donge & De Roo Stadion         | 3531      |
| De Graafschap     | Doetinchem   | Reinier Robbemond   | Stadion De Vijverberg              | 12.600    |
| Helmond Sport     | Helmond      | Wil Boessen         | SolarUnie Stadion                  | 12.600    |
| Jong Ajax         | Ámsterdam    | John Heitinga       | Sportpark De Toekomst              | 2250      |
| Jong AZ           | Alkmaar      | Maarten Martens     | AFAS Trainingscomplex              | 200       |
| Jong PSV          | Eindhoven    | Ruud van Nistelrooy | De Herdgang                        | 2500      |
| Jong FC Utrecht   | Utrecht      | Darije Kalezić      | Sportcomplex Zoudenbalch           | 550       |
| MVV Maastricht    | Maastricht   | Klaas Wels          | Estadio De Geusselt                | 10.000    |
| NAC Breda         | Breda        | Edwin de Graaf      | Estadio Rat Verlegh                | 19.000    |
| Roda JC Kerkrade  | Kerkrade     | Jurgen Streppel     | Parkstad Limburg Stadion           | 19.979    |
| SC Telstar Velsen | Velsen       | Andries Jonker      | BUKO Stadion                       | 3060      |
| FC Oss            | Oss (ciudad) | Bob Peeters         | Frans Heesen Stadion               | 4560      |
| FC Volendam       | Volendam     | Wim Jonk            | Kras Stadion                       | 6984      |
| VVV-Venlo         | Venlo        | Jos Luhukay         | Stadion De Koel                    | 8000      |

## Clasificación
| Pos. | Equipo            | Pts. | PJ | PG | PE | PP | GF | GC | Dif. |
| ---- | ----------------- | ---- | -- | -- | -- | -- | -- | -- | ---- |
| 1.º  | FC Emmen (A)      | 83   | 38 | 26 | 5  | 7  | 64 | 24 | 40   |
| 2.º  | FC Volendam (A)   | 75   | 38 | 21 | 12 | 5  | 81 | 53 | 28   |
| 3.º  | FC Eindhoven      | 71   | 38 | 21 | 8  | 9  | 69 | 43 | 26   |
| 4.º  | ADO Den Haag      | 67   | 38 | 22 | 7  | 9  | 76 | 53 | 23   |
| 5.º  | Roda JC           | 66   | 38 | 18 | 12 | 8  | 77 | 50 | 27   |
| 6.º  | SBV Excelsior (A) | 66   | 38 | 19 | 9  | 10 | 82 | 57 | 25   |
| 7.º  | Jong Ajax         | 63   | 38 | 18 | 9  | 11 | 82 | 63 | 19   |
| 8.º  | NAC Breda         | 59   | 38 | 16 | 11 | 11 | 60 | 45 | 15   |
| 9.º  | De Graafschap     | 56   | 38 | 15 | 11 | 12 | 52 | 43 | 9    |
| 10.º | VVV-Venlo         | 48   | 38 | 14 | 6  | 18 | 50 | 64 | −14  |
| 11.º | FC Den Bosch      | 47   | 38 | 14 | 5  | 19 | 42 | 61 | −19  |
| 12.º | Jong PSV          | 44   | 38 | 11 | 11 | 16 | 61 | 63 | −2   |
| 13.º | Jong AZ           | 42   | 38 | 12 | 6  | 20 | 39 | 50 | −11  |
| 14.º | Almere City       | 41   | 38 | 11 | 8  | 19 | 57 | 69 | −12  |
| 15.º | FC Oss            | 41   | 38 | 11 | 8  | 19 | 48 | 62 | −14  |
| 16.º | MVV Maastricht    | 40   | 38 | 12 | 4  | 22 | 43 | 75 | −32  |
| 17.º | FC Dordrecht      | 39   | 38 | 10 | 9  | 19 | 53 | 77 | −24  |
| 18.º | Jong FC Utrecht   | 38   | 38 | 11 | 5  | 22 | 43 | 67 | −24  |
| 19.º | Telstar           | 35   | 38 | 8  | 11 | 19 | 47 | 74 | −27  |
| 20.º | Helmond Sport     | 28   | 38 | 8  | 7  | 23 | 39 | 72 | −33  |

|  | Campeón asciende a la Eredivisie 2022-23.                             |
|  | Asciende a la Eredivisie 2022-23 como subcampeón.                     |
|  | Clasifica a los play-offs de ascenso a la Eredivisie 2022-23.         |
|  | Posibilidad de jugar promoción para evitar la Tweede Divisie 2022-23. |
|  | Al ser equipos filiales no pueden ascender a la Eredivisie.           |

1. ↑  Se le descontaron 6 puntos debido a deudas económicas.
2. ↑  Se le descontaron 3 puntos, debido a intentar postergar demasiado tarde, un partido contra el Emmen.

## Resultados
| Local \ Visitante | ADO | ALM | DBS | DRD | EID | EM  | EXC | DGS | HEL | JAJ | JAZ | JPS | JUT | MVV | NAC | ROD | TEL | OSS | VOL | VVL |
| ----------------- | --- | --- | --- | --- | --- | --- | --- | --- | --- | --- | --- | --- | --- | --- | --- | --- | --- | --- | --- | --- |
| ADO Den Haag      | —   | 1–0 | 3–2 | 5–1 | 4–2 | 1–2 | 0–2 | 0–0 | 2–1 | 2–0 | 3–2 | 2–2 | 1–1 | 2–3 | 4–1 | 2–0 | 2–1 | 2–0 | 1–1 | 2–0 |
| Almere City FC    | 1–3 | —   | 2–0 | 2–2 | 2–0 | 0–0 | 3–0 | 1–2 | 3–0 | 2–4 | 0–3 | 3–5 | 1–1 | 0–2 | 1–2 | 0–4 | 0–0 | 3–0 | 2–3 | 0–1 |
| FC Den Bosch      | 0–1 | 1–0 | —   | 3–0 | 0–2 | 0–2 | 0–5 | 2–1 | 2–0 | 2–3 | 2–1 | 3–2 | 2–1 | 3–1 | 0–5 | 1–0 | 0–1 | 1–0 | 1–2 | 0–0 |
| FC Dordrecht      | 3–1 | 2–2 | 3–3 | —   | 0–1 | 0–1 | 1–1 | 0–4 | 0–1 | 3–3 | 2–0 | 1–1 | 2–2 | 3–1 | 2–1 | 2–5 | 0–1 | 1–0 | 3–2 | 0–1 |
| FC Eindhoven      | 1–1 | 3–1 | 1–0 | 5–1 | —   | 1–0 | 4–1 | 1–2 | 3–2 | 1–3 | 1–0 | 1–3 | 4–0 | 1–0 | 2–0 | 1–1 | 1–1 | 2–1 | 2–2 | 4–0 |
| FC Emmen          | 3–0 | 3–0 | 2–0 | 2–1 | 0–1 | —   | 0–1 | 0–2 | 1–2 | 3–1 | 3–0 | 2–0 | 2–0 | 7–1 | 2–0 | 2–0 | 2–1 | 3–1 | 4–1 | 1–0 |
| Excelsior         | 2–3 | 4–4 | 4–0 | 3–1 | 3–4 | 0–1 | —   | 0–0 | 3–0 | 6–2 | 3–3 | 3–0 | 2–1 | 2–1 | 2–2 | 2–0 | 1–4 | 0–1 | 1–1 | 3–0 |
| De Graafschap     | 1–0 | 1–0 | 0–0 | 2–2 | 0–0 | 1–1 | 3–1 | —   | 0–1 | 1–3 | 0–0 | 1–1 | 2–2 | 1–3 | 2–0 | 0–3 | 1–1 | 1–2 | 0–3 | 1–2 |
| Helmond Sport     | 0–0 | 1–2 | 1–1 | 1–2 | 1–2 | 1–0 | 1–5 | 0–4 | —   | 3–1 | 1–2 | 1–0 | 0–3 | 1–2 | 4–0 | 0–3 | 2–2 | 1–3 | 1–1 | 0–3 |
| Jong Ajax         | 6–3 | 1–3 | 2–1 | 1–2 | 2–2 | 1–0 | 1–2 | 1–1 | 1–1 | —   | 2–1 | 2–0 | 3–1 | 3–1 | 6–3 | 2–1 | 3–0 | 4–1 | 4–4 | 6–1 |
| Jong AZ           | 0–1 | 2–1 | 3–3 | 2–1 | 1–3 | 0–0 | 0–2 | 2–1 | 0–1 | 1–1 | —   | 2–0 | 0–1 | 0–1 | 0–2 | 0–1 | 3–2 | 1–0 | 0–1 | 2–0 |
| Jong PSV          | 0–1 | 5–1 | 0–1 | 1–1 | 3–2 | 1–3 | 3–0 | 2–3 | 2–0 | 3–1 | 2–0 | —   | 0–2 | 2–2 | 0–0 | 3–3 | 2–3 | 2–2 | 2–2 | 2–1 |
| Jong FC Utrecht   | 1–4 | 1–2 | 0–1 | 0–4 | 0–6 | 0–1 | 0–1 | 0–2 | 3–2 | 0–2 | 0–1 | 2–1 | —   | 0–1 | 1–0 | 1–2 | 3–0 | 2–1 | 0–1 | 2–3 |
| MVV Maastricht    | 2–6 | 0–3 | 0–1 | 2–1 | 1–0 | 0–1 | 1–1 | 1–3 | 3–2 | 1–0 | 2–3 | 1–2 | 2–4 | —   | 1–2 | 0–0 | 3–0 | 1–1 | 0–1 | 0–5 |
| NAC Breda         | 3–0 | 1–1 | 2–0 | 1–2 | 0–0 | 1–2 | 4–1 | 2–0 | 1–0 | 0–0 | 1–0 | 3–1 | 1–1 | 3–0 | —   | 2–2 | 2–2 | 3–0 | 0–0 | 3–1 |
| Roda JC           | 5–0 | 3–4 | 3–2 | 4–0 | 2–0 | 1–2 | 1–2 | 2–0 | 5–3 | 2–2 | 2–2 | 2–2 | 2–1 | 1–0 | 0–0 | —   | 4–3 | 2–0 | 1–1 | 0–0 |
| SC Telstar        | 0–2 | 1–1 | 1–2 | 1–0 | 0–1 | 1–1 | 2–5 | 0–3 | 2–2 | 1–0 | 1–0 | 0–0 | 1–3 | 2–1 | 1–4 | 3–4 | —   | 2–2 | 1–5 | 1–3 |
| FC Oss            | 3–3 | 2–3 | 2–1 | 3–0 | 1–2 | 1–2 | 1–1 | 0–3 | 0–0 | 1–1 | 1–0 | 2–0 | 4–1 | 0–1 | 1–3 | 1–2 | 1–1 | —   | 2–3 | 2–1 |
| FC Volendam       | 1–3 | 3–2 | 3–0 | 4–2 | 3–0 | 2–2 | 5–2 | 3–1 | 4–1 | 3–1 | 2–1 | 3–2 | 2–0 | 5–0 | 1–0 | 2–2 | 2–1 | 1–2 | —   | 2–1 |
| VVV-Venlo         | 0–5 | 2–1 | 2–1 | 4–2 | 2–0 | 0–2 | 2–2 | 1–2 | 1–0 | 1–3 | 0–1 | 1–4 | 1–2 | 2–0 | 2–2 | 1–1 | 3–2 | 2–3 | 0–0 | —   |

### Campeón
|                             |
| Bandera de los Países Bajos |
| Emmen 1.° título            |

## Play-off de ascenso-descenso
Siete equipos, seis de la Eerste Divisie 2021-22 y uno de la Eredivisie, jugaron por un puesto en la Eredivisie 2022-23. Los seis equipos restantes jugaron en la Eerste Divisie 2022-23. El equipo con menor numeración o el equipo de la Eredivisie jugó de local en el partido de ida.
|  | Cuartos de final | Cuartos de final | Cuartos de final | Cuartos de final |   |       | Semifinales     | Semifinales | Semifinales   | Semifinales |       |  | Final | Final | Final | Final |  |
|  |                  |                  |                  |                  |   |       |                 |             |               |             |       |  |       |       |       |       |  |
|  |                  |                  |                  |                  |   |       |                 |             |               |             |       |  |       |       |       |       |  |
|  | 4                | Roda JC          | 2                | 0                |   |       |                 |             |               |             |       |  |       |       |       |       |  |
|  | 4                | Roda JC          | 2                | 0                |   |       |                 |             |               |             |       |  |       |       |       |       |  |
|  | 5                | Excelsior        | 2                | 2                |   |       |                 |             |               |             |       |  |       |       |       |       |  |
|  | 5                | Excelsior        | 2                | 2                |   | 16    | Heracles Almelo | 0           | 1             |             |       |  |       |       |       |       |  |
|  |                  |                  |                  |                  |   | 16    | Heracles Almelo | 0           | 1             |             |       |  |       |       |       |       |  |
|  |                  |                  | 5                | Excelsior        | 3 | 3     |                 |             |               |             |       |  |       |       |       |       |  |
|  |                  |                  | 5                | Excelsior        | 3 | 3     |                 |             |               |             |       |  |       |       |       |       |  |
|  |                  |                  |                  |                  |   |       |                 |             |               |             |       |  |       |       |       |       |  |
|  |                  |                  |                  |                  |   |       |                 |             |               |             |       |  |       |       |       |       |  |
|  |                  |                  |                  |                  |   |       |                 | 5           | Excelsior (p) | 1           | 4 (8) |  |       |       |       |       |  |
|  |                  |                  |                  |                  |   |       |                 |             |               |             | 4 (8) |  |       |       |       |       |  |
|  |                  |                  | 3                | ADO Den Haag     | 1 | 4 (7) |                 |             |               |             |       |  |       |       |       |       |  |
|  | 2                | FC Eindhoven     | 3                | ADO Den Haag     | 1 | 4 (7) | 1               | 3           |               |             |       |  |       |       |       |       |  |
|  | 2                | FC Eindhoven     |                  |                  |   |       |                 |             |               |             |       |  |       |       |       |       |  |
|  | 7                | De Graafschap    | 1                | 1                |   |       |                 |             |               |             |       |  |       |       |       |       |  |
|  | 7                | De Graafschap    | 1                | 1                |   | 2     | FC Eindhoven    | 1           | 1             |             |       |  |       |       |       |       |  |
|  |                  |                  |                  |                  |   | 2     | FC Eindhoven    | 1           | 1             |             |       |  |       |       |       |       |  |
|  |                  |                  | 3                | ADO Den Haag     | 2 | 2     |                 |             |               |             |       |  |       |       |       |       |  |
|  | 3                | ADO Den Haag     | 3                | ADO Den Haag     | 2 | 2     | 2               | 2           |               |             |       |  |       |       |       |       |  |
|  | 3                | ADO Den Haag     |                  |                  |   |       |                 |             |               |             |       |  |       |       |       |       |  |
|  | 6                | NAC Breda        | 1                | 1                |   |       |                 |             |               |             |       |  |       |       |       |       |  |
|  | 6                | NAC Breda        | 1                | 1                |   |       |                 |             |               |             |       |  |       |       |       |       |  |
|  |                  |                  |                  |                  |   |       |                 |             |               |             |       |  |       |       |       |       |  |

## Estadísticas

### Máximos goleadores
| Jugador          | Club                | Anotado | Partidos Jugados | GPP  |
| ---------------- | ------------------- | ------- | ---------------- | ---- |
| Thijs Dallinga   | Excelsior Rotterdam | 32      | 37               | 0.86 |
| Thomas Verheydt  | ADO La Haya         | 30      | 36               | 0.83 |
| Robert Mühren    | FC Volendam         | 29      | 37               | 0.78 |
| Dylan Vente      | Roda JC             | 23      | 38               | 0.61 |
| Joey Sleegers    | FC Eindhoven        | 21      | 35               | 0.6  |
| Reuven Niemeijer | Excelsior Rotterdam | 17      | 38               | 0.45 |

Fuente: 